# بيل سوليفان
بيل سوليفان (بالإنجليزية: Bill Sullivan)‏ هو لاعب اتحاد الرغبي وسياسي نيوزلندي، ولد في 8 ديسمبر 1891 في نيوزيلندا، وتوفي في 17 مارس 1967. انتخب عضو مجلس النواب النيوزيلندي.